# Cheile Dobrogei (sit SPA)
Cheile Dobrogei alcătuiesc o zonă protejată (arie de protecție specială avifaunistică) situată în Dobrogea, pe teritoriul  județului Constanța.

## Localizare
Aria naturală se află în partea central nord-estică a județului Constanța, pe teritoriile administrative ale comunelor Cogealac, Grădina, Mihail Kogălniceanu, Pantelimon, Săcele, Siliștea și Târgușor și este străbătută de drumul național DN22.

## Descriere
Zona Cheilor Dobrogei a fost declarată Arie de Protecție Specială Avifaunistică prin Hotărârea  de guvern nr. 1284 din 24 octombrie 2007 (privind declararea ariilor de protecție specială avifaunistică ca parte integrantă a rețelei ecologice europene Natura 2000 în România) și se întinde pe o suprafață de 10.929 hectare. Aceasta include rezervațiile naturale Gura Dobrogei, Peștera La Adam și Peștera Gura Dobrogei. 
Aria protejată reprezintă o zonă naturală (pajiști naturale, stepe, terenuri arabile, culturi, pășuni, păduri de foioase, păduri în tranziție) încadrată în bioregiune geografică stepică a Podișului Casimcei; ce adăpostește o gamă variată de floră (halofilă, higrofilă, mezohigrofilă) și asigură condiții de găzduire, hrană și cuibărit pentru mai multe specii de păsări migratoare și de pasaj enumerate în anexa I-a a Directivei Consiliului European 2009/147/CE din 30 noiembrie 2009 (privind conservarea păsărilor sălbatice). Situl prezintă un deosebit interes geologic (abrupturi calcaroase atribuite jurasicului), cheiuri și maluri de văii), paleontologic (faună fosilă), speologic și peisagistic.

## Avifaună

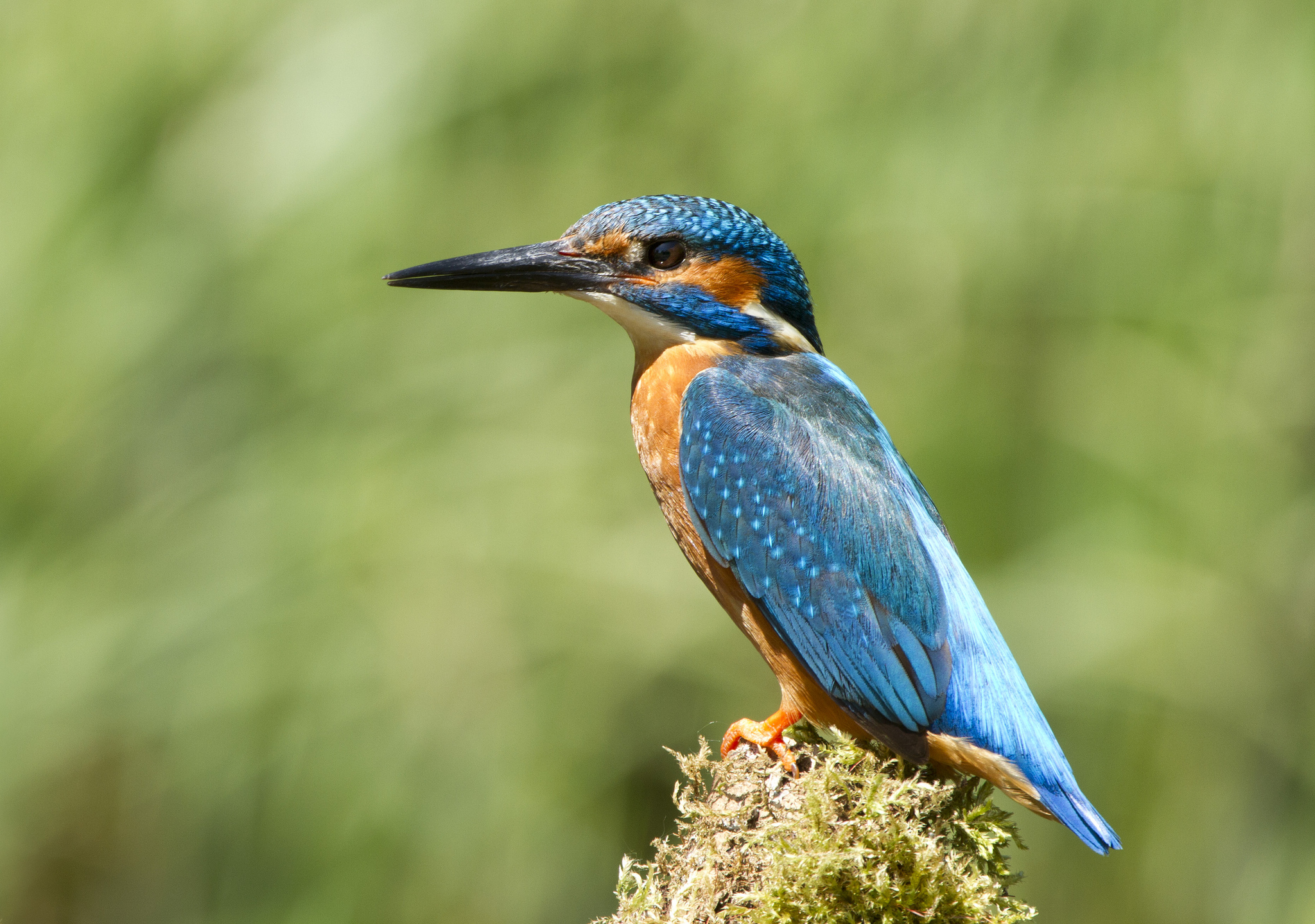
Pescăruș albastru (Alcedo atthis)

Specii de păsări protejate semnalate în arealul sitului: uliu cu picioare scurte (Accipiter brevipes), pescăruș albastru (Alcedo atthis), ciocârlie de câmp (Alauda arvensis), fâsă de câmp (Anthus campestris), acvilă de câmp (Aquila heliaca), acvilă-țipătoare-mică (Aquila pomarina), ciuf-de-pădure (Asio otus), gâsca cu piept roșu (Branta ruficollis), bufniță (Bubo bubo), pasărea ogorului (Burhinus oedicnemus), șorecar mare (Buteo rufinus), ciocârlie-cu-degete-scurte (Calandrella brachydactyla), caprimulg (Caprimulgus europaeus), barză albă (Ciconia ciconia), șerpar european (Circaetus gallicus), erete de stuf (Circus aeruginosus), erete-vânăt (Circus cyaneus), erete alb (Circus macrourus), erete cenușiu (Circus pygargus), dumbrăveancă (Coracias garrulus), prepeliță (Coturnix coturnix), cristei de câmp (Crex crex), cuc (Cuculus canorus), ciocănitoare de stejar (Dendrocopos medius), ciocănitoarea de grădină (Dendrocopos syriacus), ciocănitoare neagră (Dryocopus martius), presură de grădină (Emberiza hortulana), șoim dunărean (Falco cherrug), șoim-de-iarnă (Falco columbarius), vânturel de seară (Falco vespertinus), muscar-gulerat (Ficedula albicollis), muscar mic (Ficedula parva), ciovlica roșcată (Glareola pratincola), cocor (Grus grus), codalb (Haliaeetus albicilla), acvilă pitică (Hieraaetus pennatus), rândunică de hambar (Hirundo rustica), sfrâncioc roșiatic (Lanius collurio), sfrâncioc cu frunte neagră (Lanius minor), sfrâncioc-cu-cap-roșu (Lanius senator), ciocârlie-de-pădure (Lullula arborea), privighetoare (Luscinia megarhynchos), ciocârlie de bărăgan (Melanocorypha calandra), prigoare (Merops apiaster), presură sură (Miliaria calandra), gaie neagră (Milvus migrans), hoitar alb (Neophron percnopterus), pietrar răsăritean (Oenanthe isabellina), pietrar negru (Oenanthe pleschanka), pietrar sur (Oenanthe oenanthe), grangur (Oriolus oriolus), viespar (Pernis apivorus), codroș-de-munte (Phoenicurus ochruros), ciocănitoarea verzuie (Picus canus), lăstun de mal (Riparia riparia), mărăcinar negru (Saxicola torquata), turturică (Streptopelia turtur), lăcustar (Sturnus roseus), silvia cu cap negru (Sylvia atricapilla), silvia de zăvoi (Sylvia borin) sau pupăză (Upupa epops).

## Căi de acces
- Drumul național DN2A pe ruta: Constanța - Ovidiu - drumul național DN22 în direcția Cogealac.

## Monumente și atracții turistice
În vecinătatea sitului se află câteva obiective de interes istoric, cultural și turistic; astfel:
- Biserica "Sf. Nicolae" din Nistorești, construcție 1896, monument istoric.
- Amfiteatrul natural cu inscripții rupestre în limba greacă din satul Casian (sec. II - III p. Chr., Epoca romană).
- Situl arheologic de la Cheia (locuiri rupestre din Neolitic și Paleolitic).
- Situl arheologic de la Cogealac (așezări din sec. I - III p. Chr., Epoca romană; sec. V a. Chr. - sec. I p. Chr., Epoca elenistică; sec. IV p. Chr., Epoca romană).
- Situl arheologic de la Grădina (Epoca antică și Neolitic).
- Situl arheologic de la Gura Dobrogei (locuiri rupestre din: Epoca fierului, Epoca bronzului, Neolitic, Mezolitic, Paleolitic).
- Așezarea urbană Ester de la Târgușor (sec. XVI - XVIII, Epoca medievală).